# 烙馍
烙馍，最先出現於中原，是一种北方的面食，采用未经发酵的麵團制作，将麵粉用水揉成面团，把面团用擀面杖擀成薄薄的圆饼，再放在鏊子（一种龟背状器具）上加热，直至熟透。
烙馍需要用较硬的面团，一块直径5cm左右的面团，就可以烙出直径30cm多的一张馍。